# لويز كارلوس (لاعب كرة قدم)
لويز كارلوس (بالبرتغالية: Luiz Carlos Guedes Stukas‏) هو لاعب كرة قدم برازيلي في مركز قلب الدفاع، ولد في 10 مارس 1980 في بورتو أليغري في البرازيل. لعب مع أونياو ليريا وباس جيانينا وريد بل براغانتينو ونادي باسوج دي فيريرا ونادي بيكان ونادي جنوب الصين ونادي جوفنتودي ونادي سانتا كلارا.

## وصلات خارجية
- لويز كارلوس (لاعب كرة قدم) على موقع قاعدة بيانات كرة القدم.إي يو (الإنجليزية)